# Nanairo Kakumei
Nanairo Kakumei (なないろ革命?), lett. Rivoluzione dai sette colori o Rivoluzione arcobaleno, è un manga shōjo scritto e disegnato da Mizuka Yuzuhara, serializzato sul Ribon di Shūeisha dal 2 agosto 2014. Un adattamento anime è stato trasmesso in Giappone tra il 6 e il 20 ottobre 2015.

## Trama
Nana Kuriyama e Yuyu Kojima si conoscono dalle elementari, e sono grandi amiche nonostante le differenze: la prima è timida e riservata, la seconda è estroversa e molto popolare. 
Nana non è mai stata capace di dire di no a Yuyu, nemmeno quando questa dettava (e detta ancora) legge circa le mode da seguire, come le acconciature da portare e gli accessori da indossare.
Nana è sempre più insofferente a questa situazione, ma senza darlo a vedere. L'amicizia stretta con Nozomi Shioka, un loro compagno di classe dal carattere molto indipendente, la convincerà a ribellarsi.

## Media

### Manga
Il manga, scritto e disegnato da Mizuka Yuzuhara, ha iniziato la serializzazione sulla rivista Ribon di Shūeisha dal 2 agosto 2014.

### Anime
Un adattamento anime fu annunciato sul numero di novembre 2015 della rivista Ribon. La serie di corti, composta da tre episodi, è andata in onda all'interno del programma per bambini Ohasuta su TV Tokyo dal 6 al 20 ottobre 2015.